# Парламентські вибори в Польщі 1991
Парламентські вибори в Польщі відбулися 27 жовтня 1991 року, на яких було обрано депутатів обох палат Національних зборів. Вибори 1991 року були помітними з кількох моментів. Це були перші парламентські вибори, що відбулися після утворення Третьої республіки, перші цілком вільні та конкурентні законодавчі вибори після падіння комунізму, перші повністю вільні законодавчі вибори будь-якого роду з 1928 року, і лише п’яті повністю вільні вибори в усій історії Польщі. Через крах політичного крила руху «Солідарність» під час виборів 1991 року відбулася глибока політична фрагментація, внаслідок чого з’явилася безліч нових партій і альянсів. Низькі виборчі пороги в окремих виборчих округах разом із п’ятивідсотковим національним прохідним бар’єром, призначеним для невеликої частини Сейму, додатково сприяли фрагментації партії. У результаті 29 політичних партій потрапили до Сейму та 22 до Сенату, причому жодна партія не мала вирішальної більшості. Послідували два місяці інтенсивних коаліційних переговорів, коли Ян Ольшевський із Центристської угоди сформував уряд меншості разом із Християнсько-національним союзом, залишками ширшого Громадянського альянсу Центру та Селянською угодою за умовної підтримки Польської народної партії, Солідарності та інші другорядні партії.
Було обрано 460 членів парламенту (poseł); 391 із 6980 кандидатів із 37 регіональних списків кандидатів та 69 із загальнодержавних списків кандидатів. На виборах до Сейму право голосу мали 27 517 280 громадян, з них проголосували 11 887 949 (43,2%), а 11 218 602 (94,4%) голосів були зараховані як дійсні. На виборах до Сенату проголосували 43,2% громадян, дійсними були 96,5%.
За виборами наглядала Національна виборча комісія (Państwowa Komisja Wyborcza). Було утворено 37 обласних (okręgowe) комісій і 22 341 районних (obwodowe), укомплектованих 197 389 громадянами.
У змаганнях взяли участь 111 партій, і 29 партій (наведених нижче) отримали парламентські місця. Успіх сатиричної Польської партії любителів пива з 16 місцями отримав розголос у новинах у всьому світі.

## Сейм

Розклад мандатів в Сеймі

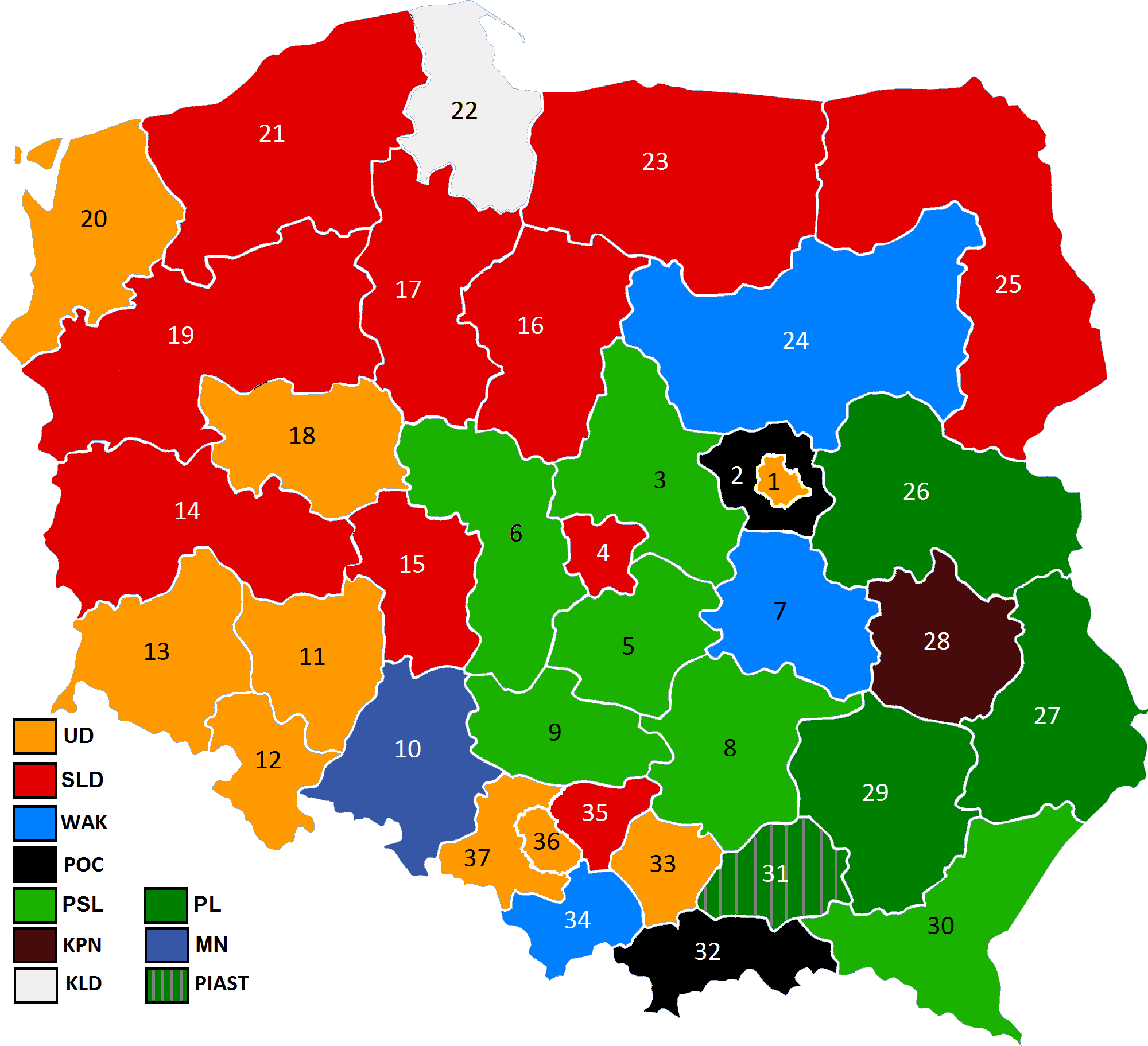
Воєводства з переможною більшістю
■ – Демократичний союз
■ – Демократичний лівий альянс
■ – Польська народна партія
■ – Католицька виборча акція
■ – Селянська угода
■ – Альянс громадянського центру
■ – Ліберально-демократичний конгрес
■ – Конфедерація незалежної Польщі
■ – Незалежний
■ – Німецька меншина

Розклад мандатів в Сенаті

Переможці в окремих округах на виборах до Сенату Республіки Польща

| Партія                           | Голосів   | Доля голосів | Місць отримано |
| Демократична унія                | 1 382 051 | 12,3%        | 62             |
| Союз демократичних лівих сил     | 1 344 820 | 12%          | 60             |
| Виборча Католицька Акція         | 980 304   | 8,7%         | 49             |
| Центр Громадянської Згоди        |           | 8,7%         | 44             |
| Польська селянська партія        |           | 8,7%         | 48             |
| Конфедерація незалежної Польщі   |           | 7,5%         | 46             |
| Ліберально-демократичний конгрес |           | 7,5%         | 37             |
| Народна Згода                    |           | 5,5 %        | 28             |
| Солідарність                     |           | 5,1 %        | 27             |
| Польська партія любителів пива   |           | 3,3%         | 16             |
| Християнська демократія          |           | 2,4%         | 5              |
| Унія реальної політики           |           | 2,3%         | 3              |
| Солідарність праці               |           | 2,1%         | 4              |
| Демократична партія              |           | 1,4%         | 1              |
| Німецька меншість                |           | 1,2%         | 7              |
| Партія християнських демократів  |           | 1,1%         | 4              |
| Інші партії                      |           | 10,2%        | 19             |
| Усього                           | 100%      | 460          |                |

## Сенат
| Партія                           | Доля голосів | Місць отримано |
| Демократична унія                | 32,8%        | 21             |
| Союз демократичних лівих сил     | 21,2%        | 4              |
| Виборча Католицька Акція         | 17,4%        | 9              |
| Центр Громадянської Згоди        | 18%          | 9              |
| Польська селянська партія        | 14,7%        | 7              |
| Конфедерація незалежної Польщі   | 9,3%         | 4              |
| Ліберально-демократичний конгрес | 13,1%        | 6              |
| Народна Згода                    | 6,3%         | 5              |
| Солідарність                     | 19,3%        | 11             |
| Польська партія любителів пива   |              |                |
| Християнська демократія          |              |                |
| Унія реальної політики           | 2,2%         | 0              |
| Солідарність праці               |              |                |
| Демократична партія              | 4%           | 0              |
| Німецька меншість                |              |                |
| Партія християнських демократів  | 4,4 %        | 3              |
| Інші партії                      | 3,6%         | 0              |
| Усього                           | 100%         | 100            |